# ヴェンスタ
ヴェンスタ（デンマーク語: Venstre, Danmarks Liberale Parti [ˈʋɛnsd̥ʁɐ], ヴェンストゥラ）は、デンマークの自由主義政党。正式名を直訳すると左翼・デンマーク自由党になるが、左翼ではなく、中道右派。彼らは英文の中においてもVenstreを押し通す傾向がある。
1870年設立。自由主義インターナショナル加盟政党。現在掲げているイデオロギーは古典的自由主義 (Classical libealism) だが、実際の政権運営はデンマークの福祉国家を維持拡大させている。デンマークにおいてヴェンストゥラは農民政党の性質を兼ね備えており、地方の中規模以上の農家に伝統的に支持があったが、減り続ける第一次産業従事者を前にして、1960年代に自由主義を全面に押し出すようになった。デンマークにおけるブルジョワブロックの実質的なリーダーとしてデンマーク社会民主党と激しい政権争いをしているが、前述している通り福祉国家に肯定的である。